# 薛峦
薛峦（？—526年），河东郡汾阴县（今山西省运城市万荣县）人，出自河东薛氏南祖，北魏官员。

## 生平
薛峦承袭父亲薛道次的爵位安邑侯，降爵为平温子，历任尚书郎、秦州刺史、镇远将军、陇西镇将，兼任陇西郡太守，后来出任荥阳郡太守，升任平北将军、肆州刺史。薛峦所在都贪污，在州中更加厉害，又向司空刘腾行贿，以求取位高禄厚的官位，没求到刘腾就死了。正光五年（524年），莫折念生在秦州反叛，派遣部下卜胡、王庆云等人率领部众进犯泾州。魏孝明帝元诩任命薛峦为持节、光禄大夫、署理安南将军、西道别将，与伊瓮生等人前往讨伐。薛峦推进到平凉郡以东，与叛军交战，没能取胜，薛峦等人退回。薛峦之后出任抚军将军、汧城大都督，镇守北陇。孝昌二年（526年）春，薛峦在军中去世，朝廷赠予征西大将军、雍州刺史，平温子如故。

## 家庭

### 祖父
- 薛安都，北魏使持节、散骑常侍、都督徐南北兖青冀五州豫州之梁郡诸军事、镇南大将军、徐州刺史、河东康王

### 父亲
- 薛道次，北魏安西将军、光禄大夫、假河南公